# Депутат Балтики
«Депутат Балтики» — радянський чорно-білий художній фільм, поставлений на кіностудії «Ленфільм» в 1936 році режисерами Олександром Зархі і Йосипом Хейфицем. Інша назва — «Неспокійна старість». Прем'єра фільму в СРСР відбулася 27 березня 1937 року.

## Сюжет
Дія фільму відбувається в Петрограді восени 1917 року, в самий розпал революції. Більшовики приходять до влади. Студенти захоплені політикою і їм не до навчання. Більшість викладачів і вчених з презирством і побоюванням ставляться до нової влади і її дій. Але головний герой, літній професор Дмитро Іларіонович Полежаєв, зумів зрозуміти і прийняти революцію. Він починає навчати групу балтійських матросів-більшовиків. Не дивно, що пізніше Полежаєв стає «депутатом Балтики», обирається депутатом від моряків Балтійського флоту.
Основним прототипом професора Полежаєва став К. А. Тимірязєв (1843—1920), який викладав в Кембриджі і Оксфорді. Тимирязєв був одним з небагатьох російських вчених, який відкрито підтримав Радянську владу. Водночас головний герой фільму — збірний образ, що увібрав в себе деякі риси Дмитра Менделєєва, Ромена Роллана, Костянтина Станіславського, Миколи Римського-Корсакова, Всеволода Мейєрхольда, по ходу академіка Івана Павлова і Володимира Немировича-Данченка.

## У ролях
- Микола Черкасов —  професор Дмитро Іларіонович Полежаєв
- Марія Домашова —  Марія Олександрівна, дружина Полежаєва
- Борис Ліванов —  Михайло Макарович Бочаров
- Олег Жаков —  доцент Вікентій Михайлович Воробйов
- Олександр Мельников —  Купріянов  (роль озвучив Юрій Толубєєв)
- Михайло Дубрава — епізод
- Ганна Заржицька —  стенографістка
- Федір Курихін —  старий доктор
- А. Мазурін — епізод
- Олександр Матов —  Олексій Михайлович, метранпаж університетської друкарні
- Микола Надемський — епізод
- Костянтин Петровський —  моряк
- Володимир Сладкопєвцев — епізод
- Філіпп Фокін — епізод
- Степан Каюков — епізод
- Володимир Казарін — двірник
- Лев Кровицький — редактор газети
- Всеволод Семенов — епізод
- Олександр Чекаєвський — матрос-телеграфіст
- Микола Урванцев — професор
- Марія Симакіна — студентка
- Микола Степанов — курсант
- Федір Федоровський — матрос
- Яків Малютін — Пирогов, професор історії
- Давид Гутман — професор медицини

## Знімальна група
- Лібрето — Леонід Рахманов
- Сценарій — Данило Дель, Олександр Зархі, Леонід Рахманов, Йосип Хейфиц
- Музика — Микола Тимофєєв
- Постановка — Олександр Зархі, Йосип Хейфиц
- Головний оператор — Михайло Каплан
- Оператор — Едгар Штирцкобер
- Художники — Микола Суворов, Володимир Калягін
- Головний звукооператор — Арнольд Шаргородський
- Звукооператор — Євген Нестеров
- Перші помічники — Михайло Шапіро, Семен Дерев'янський
- Асистент з монтажу — Олена Баженова
- Начальник групи — Петро Подвальний
- Грим — Антон Анджан
- Директор виробництва — Ігор Черняк